# Зміст (апарат видання)
Зміст або о́глав — перелік рубрик книжки (розділів, частин чи оповідань збірки тощо) із вказівкою сторінок, де вони розташовані; частина довідково-пошукового апарату видання.
Протягом тривалого часу в українському книговиданні термін «зміст» позначав рубрики в усіх видах видань. Натомість слово «оглав» вважалося застарілим. Проте нині подекуди сталася диференціація за російським зразком: у моновиданнях почали використовувати термін «оглав», а «зміст» — у виданнях, що містять кілька творів (у збірниках, антологіях, журналах).

## Походження термінології
Як відомо, слово «зміст» з'явилося в працях Агатангела Кримського наприкінці XIX століття. Етимологічні джерела розглядають його як похідне від ст.-укр. змѣщати, якому відповідає сучасне біл. змяшчаць («містити, вміщувати»). Термін почав вживатися в українській періодичній пресі з 1909 року. Згодом під українським впливом слово змест  усталилося в аналогічному значенні й у білоруській мові.
Втім, у першій половині XX століття Кримський намагався замінити «зміст» іншим неологізмом де що є, зокрема використовував його у публікаціях ВУАН, однак термін не прижився.
Книжний синонім «оглав» є похідним від слова глава, запозиченого зі старослов'янської мови ще в давньокиївські часи. У значенні «розділ» воно є калькою грец. κεφάλαιον, похідного від κεφαλή («голова»).

## Опис
Зміст зустрічається в кожному виданні, що складається з окремих частин, розділів, оповідань і має систему заголовків (рубрикацій). Зміст відображає загальну побудову та характер системи заголовків видання (повної або трохи скороченої). За допомогою змісту читач може швидко ознайомитися зі складом видання, а також знайти потрібну йому частину тексту.

### Розташування
Зміст може розміщуватися в кінці або на початку видання.
У наукових, довідкових і навчальних виданнях зміст майже завжди розміщують на початку, оскільки він є довідковим елементом, котрим читач користується не тільки в момент ознайомлення з виданням, але й протягом усієї роботи з ним. Зазвичай зміст розміщують одразу після звороту титулу. При складній рубрикації (переважно в наукових та довідникових виданнях великого обсягу) відповідні частини рубрик змісту іноді додатково виносять на шмуцтитули або їхні звороти.
У дитячій і художній літературі зміст (оглав) найчастіше розміщують у кінці видання, оскільки значущість покажчиків для читача такої літератури здебільшого невелика.
В окремих випадках для швидкого ознайомлення читача зі складом видання найбільш значущі частини змісту виносять на зовнішні елементи видання (суперобкладинку, обкладинку, їхні клапани) або вносять до титулу. Однак при цьому залишається повний зміст, який розміщують на початку або в кінці видання.
У брошурах місце заверстування змісту часто визначають зручним для друку аркушем. У них зміст може розміщуватися, наприклад, на звороті титулу.

### Оформлення
При побудові тексту змісту з максимальною наочністю визначають супідрядність рубрик видання. 
Для виділення рубрик можуть застосовуватися різні накреслення шрифту (напівжирні, великі, курсивні) і навіть інша гарнітура. При складній системі рубрикації поряд зі шрифтовими виділеннями використовують композиційні способи: різні втяжки, відбивки тощо.
Найтрадиційнішим способом оформлення змісту є розташування переліку рубрик ліворуч, а праворуч окремою колонкою — нумерації сторінок. Рубрики пов'язуються з колонкою цифр за допомогою крапок, дефісів або ліній.